# Fome russa de 1921

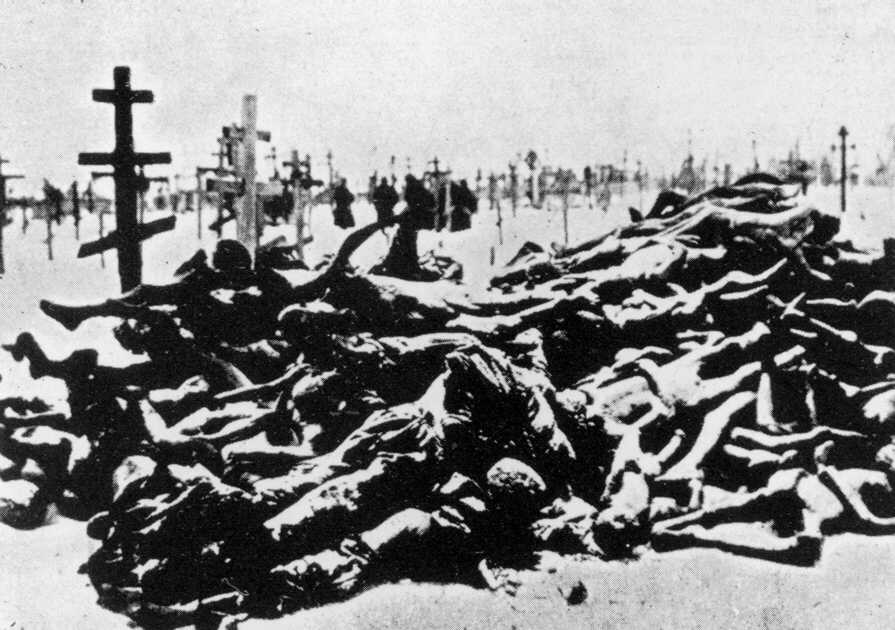
Vítimas da fome em Buzuluk, Região do Volga, ao lado de Saratov

A fome russa de 1921, também conhecido como fome Povolzhye, que começou no início da primavera daquele ano, e durou até 1922, foi uma grande fome que ocorreu na Rússia. A fome, que matou um número estimado de 5 milhões de seres humanos, afetando principalmente a região do Volga-Ural.
A fome resultou do efeito conjugado da interrupção da produção agrícola, que já havia começado durante a Primeira Guerra Mundial, quando o Regime Czarista, mesmo com a população russa em condições precárias, irresponsavelmente resolveu manter-se na guerra e continuou com os distúrbios da Revolução Russa de 1917 e a Guerra Civil Russa. Uma das secas intermitentes da Rússia, que aconteceu em 1921, agravou a situação ao nível da catástrofe nacional. A fome era tão severa que era duvidoso que os grãos de sementes seriam plantados em vez de comidos. Os camponeses, muitas vezes tiveram que recorrer a ervas alimentares, alimentos substitutos e até ao canibalismo tentando guardar sementes para o plantio no outono.

## As causas da fome
Os principais motivos foram:
- As consequências devastadoras da Primeira Guerra Mundial, & Guerra Civil Russa
- Seca severa de 1921: cerca de 22% de todas as safras morreram por causa da seca; em algumas áreas
- A política do comunismo de guerra

Antes da fome, todos os lados durante a Guerra Civil Russa (os bolcheviques, os brancos, os anarquistas, as nacionalidades separatistas) se abasteciam apreendendo alimentos daqueles que os cultivavam, dando-os aos seus exércitos e simpatizantes, e negando-o aos seus inimigos. O governo bolchevique havia requisitado suprimentos do campesinato, em troca, comprometia-se em garantir, mesmo em tempos de guerra, acesso à moradia, transporte, educação e saúde gratuitos, além das outras politicas sociais instauradas após a Revolução de Outubro. Os camponeses ricos (kulaks) retinham seus grãos excedentes para vender no mercado negro, e se empenharam em tentar destruir a produção agrícola coletiva, promoveram ações de boicote e sabotagem à produção de alimentos e cometiam assassinatos contra camponeses apoiadores da revolução . 